# Depot Nunatak
Depot Nunatak är en nunatak i Antarktis. Den ligger i Östantarktis. Nya Zeeland gör anspråk på området. Toppen på Depot Nunatak är 1 980 meter över havet, eller 115 meter över den omgivande terrängen. Bredden vid basen är 4,0 km.
Terrängen runt Depot Nunatak är platt åt nordväst, men åt sydost är den kuperad. Trakten är obefolkad. Det finns inga samhällen i närheten. 